# Битка за Гандеса
Битката при Гандеса се провежда през април 1938 г. по време на Гражданската война в Испания.

## Обща информация
След падането на Каспе войските на националистите продължават настъплението си към Каталуния с подкрепата на Легион „Кондор“ и Легионерска авиация. До края на февруари националистите достигат покрайнините на Гандеса. XV Интернационална бригада се оттегля от началото на Арагонската офанзива и републиканските линии се сриват.
Битката последва решението на XV Интернационална бригада да се окопае и задържи град Гандеса в опит да забави франкистките войски, които напредват стабилно от началото на офанзивата.
Град Гандеса е удържан от XV Интернационална бригада. Националистите атакуват с войски на Италиански експедиционен корпус на Марио Берти и армейския корпус на Монастерио. Въпреки мъжеството на британските войски, Гандеса пада на 3 април и 140 британски и американски бойци на бригадите са пленени. Въпреки това, съпротивата на XV бригада позволява на републиканските войски да се прегрупират и да изтеглят някои материали през река Ебро.